# Phytomyza persicae
Phytomyza persicae este o specie de muște din genul Phytomyza, familia Agromyzidae, descrisă de Frick în anul 1954. Conform Catalogue of Life specia Phytomyza persicae nu are subspecii cunoscute.